# ديفيد ريد (سياسي)
ديفيد ريد (بالإنجليزية: David Reed)‏ هو سياسي بريطاني، ولد في 24 أبريل 1945، وتوفي في 12 مارس 2017. حزبياً، نشط في حزب العمال. في الانتخابات العامة في المملكة المتحدة 1970، انتخب عضو البرلمان الخامس والأربعون للمملكة المتحدة عن دائرة Sedgefield ‏ (18 يونيو 1970 – 8 فبراير 1974).